# Mysmena
Mysmena là một chi nhện trong họ Mysmenidae.